# Felipe Viel
Felipe Andrés Viel González (Santiago de Chile, 10 de noviembre de 1971) es un presentador de televisión y actor chileno, conocido por conducir los programas Escándalo TV, Mi sueño es bailar y Esta noche tu night.

## Biografía
Felipe Viel nació en Santiago de Chile el 10 de noviembre de 1971. Es el mayor de seis hermanos. Su padre, Jorge Viel, es un prestigioso empresario de Real Estate y su madre, María Luz González, fue una destacada filántropa, sin embargo, Felipe siempre demostró su pasión por el mundo de las comunicaciones.

### Primeros años y estudios
En 1984 vivió en Londres, Inglaterra con su familia donde desarrolló aún más su afición por el teatro. En su país, Chile, realizó estudios superiores en comunicación y publicidad en la Universidad del Pacífico donde se graduó en 1992. Incursionando así aún más su camino hacia las telecomunicaciones.

### Carrera televisiva
Comenzó su carrera televisiva ese mismo año en Canal 13 como reportero de los programas La mañana del Trece con segmentos de deportes y salud y Viva el lunes con Cecilia Bolocco entrevistando a las figuras más destacadas del mundo latino.
En 2002 se incorpora oficialmente a la cadena Univision para su afiliada Telefutura donde anima junto a Charytin Goyco y Marisa del Portillo el famoso magacín Escándalo T.V. durante 10 años lo que le permite recorrer gran parte del país conduciendo eventos especiales para su cadena y finalmente en este mismo espacio se consolida como uno de los animadores hispanos más reconocidos. Felipe también tuvo participación especial en eventos deportivos de la Cadena Univision como la conducción, durante el Mundial de Sudáfrica 2010, del Programa "República en el Mundial" y "La Noche del Mundial" junto a Don Francisco con audiencias superiores a los 8 millones de personas.
Posteriormente fue conductor del estelar Mi sueño es bailar junto a Patricia Manterola en la cadena Estrella TV y también animador del Esta noche tu Night.
Actualmente Felipe Viel es uno de los animadores con mayor trayectoria en la televisión hispana de los Estados Unidos y ha recibido importantes reconocimientos: Ha sido portada de la prestigiosa revista de salud Men's Health. Ha sido premiado por la ACE (Asociación de Cronistas de Espectáculos) como mejor animador latino.
Considerado por la revista People como una de las 10 personalidades mejor vestidas y ha estado en la lista de los 50 latinos más bellos. Invitado por Emilio Estefan a la Casa Blanca durante la celebración del Día de la Hispanidad junto al entonces Presidente Bush, y el 31 de enero de 2013 el alcalde de la ciudad de Miami proclamó el Dia de Felipe Viel en la ciudad.

### Radio y teatro
Por otro lado también ha incursionado en el ámbito radiodifusor, llegando a ser director y locutor del programa “Pase la Tarde” en la emisora Caracol 1260 AM de Miami.

### Vida personal
En 1999 se casó con la modelo y Miss Mundo Chile 1992, Paula Caballero, con quien tiene dos hijas: Celeste y Almendra. Se radicó en la ciudad de Miami como corresponsal para programas chilenos de Canal 13. Posteriormente trabajó en el programa Showbusiness de GEMS Televisión.

## Televisión
| Programa      | Programa                | Programa  | Programa        |
| Año           | Programa                | Rol       | Canal           |
| ------------- | ----------------------- | --------- | --------------- |
| 1999          | La mañana del Trece     | Reportero | Canal 13        |
| 1999-2000     | Viva el lunes           | Reportero | Canal 13        |
| 1999          | Showbusiness            | Reportero | Gems Televisión |
| 2002-2012     | Escándalo T.V.          | Conductor | UniMás          |
| 2010          | República en el Mundial | Conductor | Univision       |
| 2011          | Mi sueño es bailar      | Conductor | Estrella TV     |
| 2013-presente | Esta noche tu Night     | Conductor | Mega TV         |